# 郷司利也子
郷司 利也子（ごうし りやこ、1982年3月11日 - ）は、日本の女子プロボクサー・タレント・モデルである。神奈川県川崎市多摩区出身。A型。160cm、50kg。B93W60H86。ボクサーとしては川崎新田ボクシングジム、タレントとしては吉本興業所属。旧芸名及びリングネームは松島 利也子（まつしま りやこ）。出生名同じ、現姓・奥山（おくやま）。

## 来歴
16歳の時、スカウトされモデル活動を開始。その後受験のため休業を経て、大学進学後にオフィスASOBOでタレント活動を開始。後にアイティ企画へ移籍。
大学4年時に新田ジムでボクシングを始め、アマチュアC級資格を取得。きっかけはダイエットとタレントとしての売り、それに小さいころからいじめに遭いヒーローに憧れたことであった。日本女子ボクシング協会（JWBC）のテストも受験し、受験三度目にて2005年9月に合格を果たした。
2007年に日本ボクシングコミッション（JBC）が女子の解禁を決めたのをきっかけにタレント活動を休止。不動産会社に勤務しながらプロライセンス取得を目指してエキシビションのリングに上がったり練習を重ね、JBCプロテスト1度の不合格を経て2008年4月JBCライセンス取得を果たす。
2008年5月21日の新田ジム主催興行で田中冴美（現：花形冴美）とのエキシビションを敢行。
11月11日の黒田陽子戦でデビューし、2回1分52秒、TKO負けを喫した。
2戦目は2009年4月7日、花形冴美にTKO負けを喫した。
2010年5月19日のボクシングの日にて、後のWBA世界ライトミニマム級王者宮尾綾香とエキシビジョンを敢行。
その後、右肩を脱臼してしまいプロボクサーを休業。
2014年、リングネームを本名に変え、4月10日に5年ぶりの復帰戦としてタナワン・シットサイトーンと対戦。前日計量では漫画「美少女戦士セーラームーン」のキャラクター「セーラーヴィーナス」のコスプレで登場し、ビキニ姿で量りに乗りクリアした。試合は「進撃の巨人」のヒロイン「ミカサ」のコスプレで入場、3-0の判定で初勝利を挙げた。
7月よりよしもとクリエイティブ・エージェンシー（現吉本興業）所属になる。
9月12日発売の「FRIDAY」で袋とじヌード（セミヌード）グラビアを披露。現役女子プロボクサーのヌードグラビアは高野人母美に次いで2人目であるが、鍛え上げた肉体を披露した高野とは異なり撮影側から「体を絞らないで」と要望され、壇蜜を研究して撮影に挑んだ。
9月17日、復帰2戦目としてカニタ・サックナロンと対戦。前日計量では「新世紀エヴァンゲリオン」の「葛城ミサト」コスプレで登場した後に水着姿となりパスした。セーラームーンの「セーラーマーズ」がモチーフのコスチュームで挑み、手数で上回って3-0の判定で勝利、2連勝を飾り星を五分に戻したが、左目を腫らし、右肩も痛めた。
復帰3戦目は2015年1月29日、カニタ・サックナロンと再戦。2-0の判定で復帰後3連勝。
4月24日、復帰後初の日本人対決として下岡由美子（横田S）と対戦も、2回にダウンを喫しフルマークの0-3判定で復帰後初の黒星を喫した。
8月7日、WBC世界アトム級15位の日向野知恵（スパイダー蓮乗院）と48.7kg契約で対戦。3回レフェリーストップTKOで復帰後初のKO負けを喫した。
2016年9月21日、樽井捺月（アルファ）と対戦も、初回ダウンを喫し0-3判定負け。
2018年9月25日、内藤チサ（吉祥寺鉄拳8）と対戦も0-3判定負けで4連敗。
2019年3月13日、細田めぐみ（SRS）と対戦予定だったが、体調不良のため棄権。
2021年7月21日、勝谷美雪（神奈川渥美）と対戦も0-3判定負け。
2022年2月25日、勝谷美雪（ワタナベに移籍）とダイレクトリマッチも2回途中に右足を痛めレフェリーストップTKO負け。
2024年4月に藤原芽子の引退に伴い国内最年長現役女子プロボクサーになったが、2年以上公式試合がなく進退についても明言がないセミリタイア状態が続いている（1年以内に公式試合を行った女子ボクサーでは岩川美花が最年長）。

## 人物
極度の注射嫌い。
減量によりバストがFからDになった。
2022年2月22日、勝谷美雪との49.8キロ契約4回戦に向けた取材会にて、建設会社で設計業務を行う9歳年下のアマチュアの総合格闘家と結婚したことを発表した。

## メディア

### 雑誌
- FRIDAY 2008年1月4日号
- フォトテクニックデジタル 2008年8月号
- ヤングマガジン
- FLASH
- DDI 広告
- 日刊スポーツ
- 週刊ゲンダイ
- 日刊ゲンダイ
- 朝日新聞

### テレビ
- TBS「なに・コレ」レギュラー
- フジテレビ「ザ・ノンフィクション」

### ラジオ
- ニッポン放送「テリー伊藤のってけラジオ」
- ジャンヌダルクの娘たち

### CM
- Dir en gray